# Pontarachna punctulum
Pontarachna punctulum is een mijtensoort uit de familie van de Pontarachnidae. De wetenschappelijke naam van de soort is voor het eerst geldig gepubliceerd in 1840 door Philippi.